# Pared de la muerte

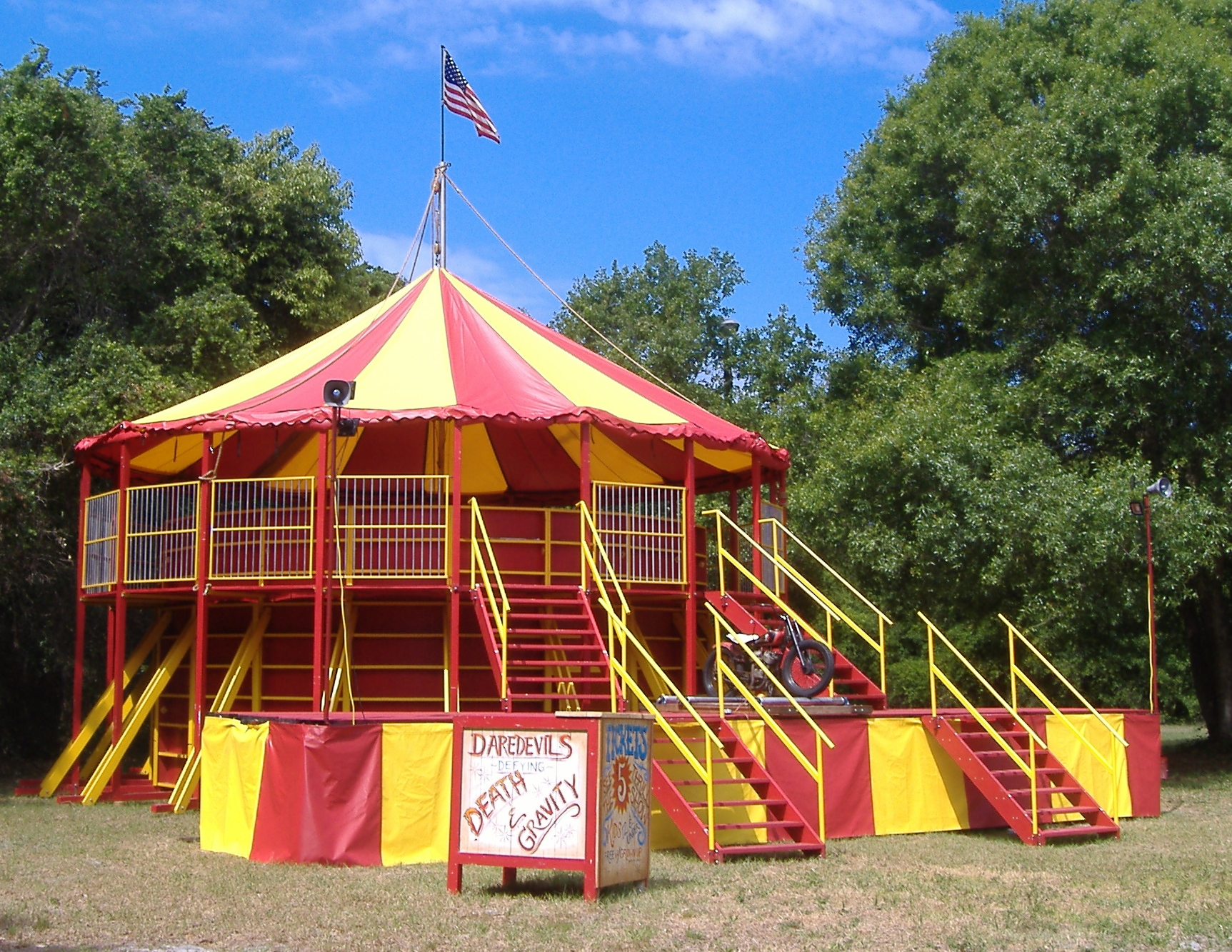
Arena Wild Wheels Thrill

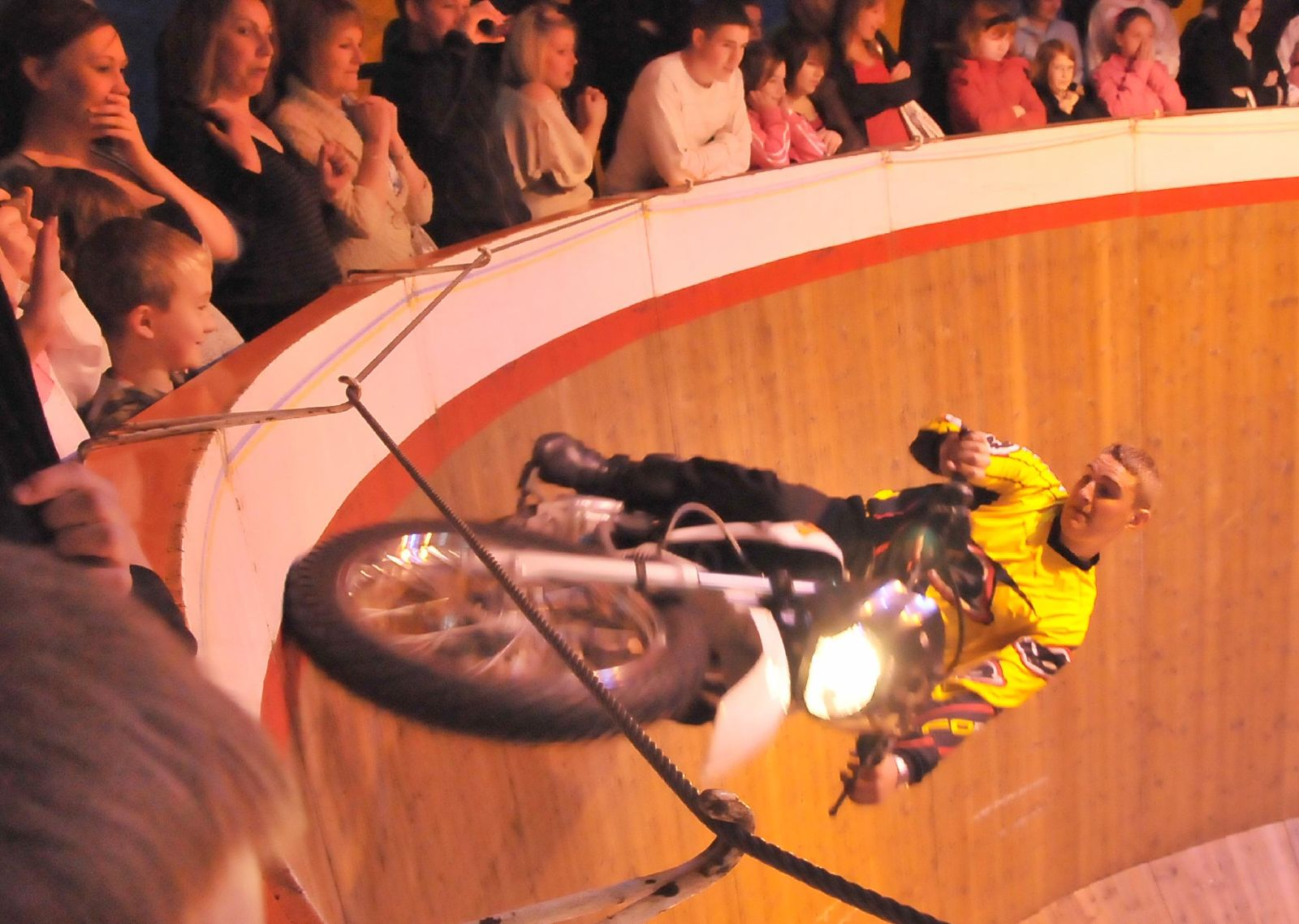
La audiencia observa mientras el piloto de acrobacias pasa cerca.

La Pared de la muerte, motórdromo, silódromo o Pozo de la muerte ("Maut ka Kuaa" en India) es un espectáculo secundario carnavalesco realizado dentro de un silo o cilindro de madera con forma de barril -cuyo driámetro varía de 20 a 36 pies (6.1 a 11.0 m) y está hecho de tablas de madera- dentro del cual conductores de automóviles de miniatura o de motocicletas viajan a lo largo de la pared vertical y realizan acrobacias, manteniéndose unidos al sitio gracias a la fricción y la fuerza centrífuga.

## Visión general

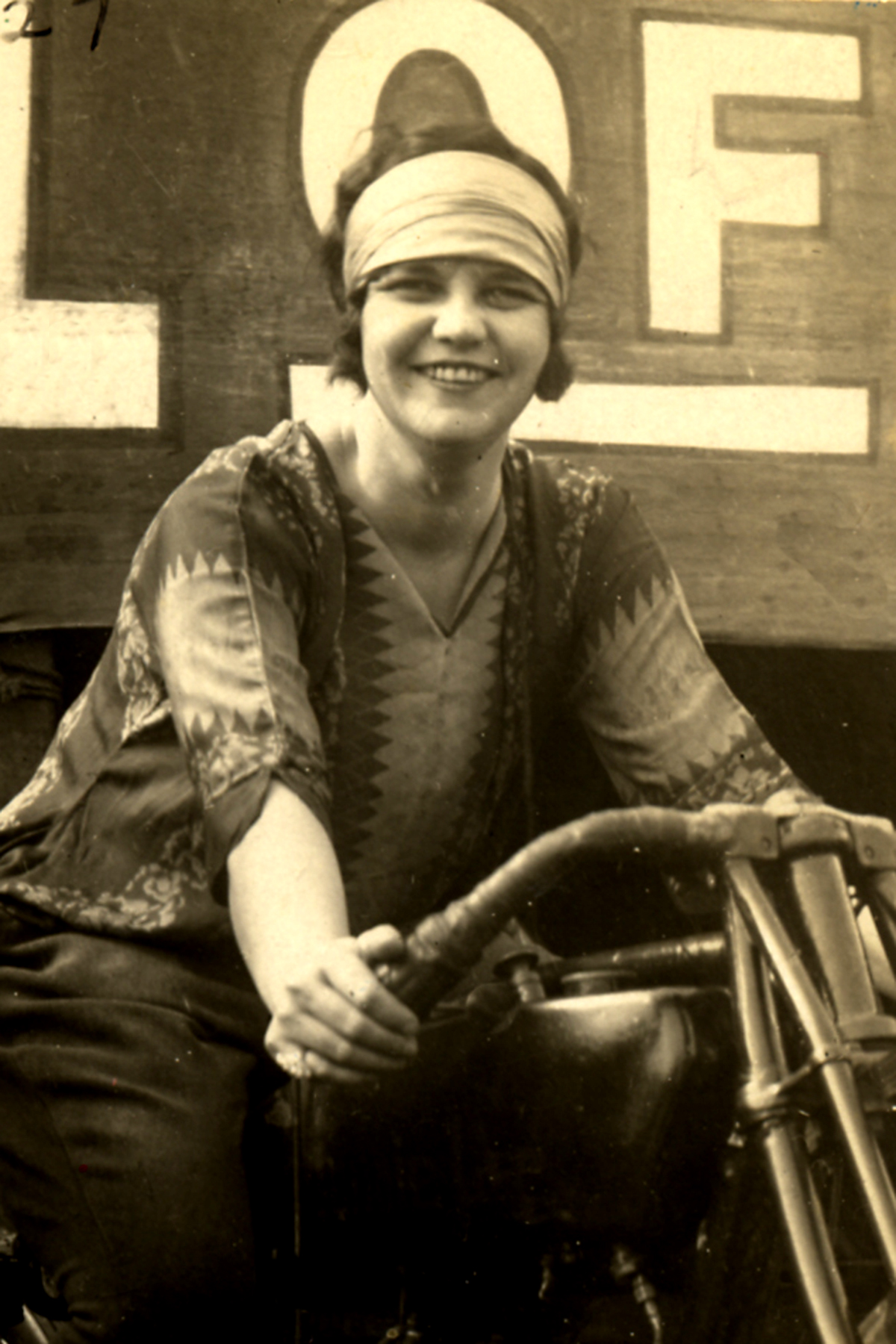
Hazel Watkins, quién actuó en la Pared de la Muerte de Hager en la década de 1920.

Derivado directamente de las carreras de motocicleta en pista de tablones de Estados Unidos (motórdromo) de la década de 1900, el primer motórdromo de carnaval apareció en el parque de atracciones de Coney Island (Nueva York) en 1911. El año siguiente empezaron a aparecer las pistas portátiles en carnavales ambulantes. En 1915, el primer "silódromo" con las paredes verticales aparecidas y era pronto bautizó la "Pared de Muerte," siendo el primero el Bridson Greene Búfalo, Nueva York. A pesar de no ser un silódromo, la combinación de motórdromos en la1915 Panamá Pacific Internacional Exposition incluía una sección perfectamente vertical en la cima que fue utilizada tanto por pilotos de coches como de motocicleta.
Las motocicletas más usadas fueron la primera generación de modelos Indian Scout (pre-1928) con 37 cc en cubicaje. Esta atracción de carnaval se convirtió en esencial en la industria de entretenimiento al aire libre de los Estados Unidos, logrando el fenómeno su cenit en la década de 1930, con más de 100 motórdromos en espectáculos ambulantes y en parques de atracciones.
La audiencia se sitúa en la parte superior del cilindro, mirando hacia abajo. Los pilotos comienzan al fondo del mismo, en el centro, y ascienden una sección inicial en rampa hasta que obtienen suficiente velocidad como para conducir horizontalmente al suelo, normalmente en el sentido de las agujas del reloj (la explicación física detrás de esto se encuentra en el giro angulado y la fuerza centrífuga reactiva.) En los Estados Unidos, la compañía Motor American Drome utiliza varias motocicletas "vintage" Indian Scout de la década de 1920 para dar a la audiencia una visión de cómo estos espectáculos estuvieron hechos en su momento de esplendor. Esta compañía es la única que tiene dos pilotos que hayan sido inducidos al Salón de la Fama Sturgis de la Motocicleta: Jay Lightnin' (2014) y Samantha Morgan (2006). En 2015 la compañía Indian Motorcycle la escogió para el preestreno en 2015 de la nueva Indian Scout al mundo poniéndolo encima su pared junto con los modelos de 1926 y 1927, utilizados frecuentemente en sus espectáculos. El espectáculo más reciente de Pared de la Muerte en los Estados Unidos es la Wild Wheels Thrill Arena, que actuará en el Estilo Tradicional de los espectáculos a medio camino del Carnaval.
Este espectáculo también se volvió popular en el Reino Unido, y es a menudo visto en ferias. En la década del 2000 solo quedaban unas pocas Paredes de la Muerte en gira: "The Demon Drome", "Messham's Wall of Death" y la "Ken Fox Troupe". Estos incluyen motocicletas indias americanas originales cuyo uso se remontan hasta la década de 1920.
Un espectáculo similar llamado "Globo de Muerte" tiene a los pilotos dando vueltas dentro de una esfera de malla de alambre en vez de en un cilindro. Esta forma de entretenimiento motociclista tuvo una evolución separada y distinta de los carnavalescos motórdromos y derivó de los espectáculos de bicicleta a principios del siglo XX.
El 28 de marzo de 2016, Guy Martin (exitoso corredor del TT Isla de Man) estableció el récord mundial para la pared de la muerte, logrando una velocidad de 78,150 millas por hora (125.770 km/h) durante una emisión en vivo de La pared de la muerte de Guy Martin en el Canal 4 de Reino Unido.

## India
En India, el espectáculo es también conocido como el Pozo de la muerte (en hindi: मौत का कुआँ: (maut kā kuām̥), en punyabí: ਮੌਤ ਦਾ ਖੂਹ: en punyabí: ਮੌਤ ਦਾ ਖੂਹ (maut dā khūh)) y puede ser visto en varios melas(ferias) a lo largo del país. Aparte de motocicletas, el espectáculo también puede incluir otros vehículos como automóviles, tal como se hace habitualmente en Adilabad en India desde 2005.
El espectáculo implica una estructura cilíndrica provisional de aproximadamente 25 pies (7'75 metros) de alto y de ancho 30 (9'3 metros) (o más cuando los coches usados también lo son), hecha de tablas de madera dura. La audiencia se sitúa sobre la plataforma construida alrededor de la circunferencia de la estructura y mira hacia abajo al pozo donde los pilotos conducen.

## Reino Unido
La primera Pared de la muerte en las islas británicas apareció en Southend durante junio de 1929 en el Parque de atracciones del Kursaal, uno de primeros parques de atracciones del mundo, e incluía motocicletas en una pared de madera de 20 pies (6'2 metros). Los primeros pilotos  eran marido y mujer: Billy y Marjorie Ward,quién anteriormente habían girado con el espectáculo en Sudáfrica, donde fueron vistos por Malcolm Campbell. En el Reino Unido, Kursaal y George 'Tornado' Smith se convirtieron en sinónimos con el espectáculo. A mediados de la década de 1930 había 50 espectáculos del tipo girando por los condados con pilotos como Arthur Brannon y que incluían pilotar sideracares con animales a bordo (incluyendo un león) pero la Segunda Guerra Mundial puso un fin provisional a estos espectáculos. Unos cuantos se retomaron después de la guerra y la pared de la muerte de la Familia Todd fue presentada en el Festival de Gran Bretaña en 1951, con Frank Senior, George, Jack, Bob y Frank Junior como pilotos. A menudo actuaban con ellos mujeres pilotos, como Gladys Soutter, considerada la primera mujer piloto en Inglaterra, y, más tarde, su hermana Winniefred "Wyn" Soutter, quien se casaría con el también piloto George Todd y, a día de hoy, sigue pilotando.

## Alemania
Las paredes de la muerte empezaron a aparecer en ferias alemanas a finales de la década de 1920. Mayoritariamente viajaban empresas que fueron pasadas de dueño a dueño durante varias décadas. No era poco común para una pared de la muerte cambiar su nombre varias veces cuando era pasada a otros dueños. Por ejemplo, una pared de la muerte encargada en 1928 por Joseph Ruprecht en Múnich bajo el nombre de "Die Steile Wand" o "Todeswand" fue cambianda más tarde, en 1950, a "Die Auto-Steilwand" y, desde 1984, a "Motodrom".
A día de hoy, quedan dos paredes de Muerte que todavía está girando por Alemania: el original "Motodrom", operativo desde 2012 por Donald "Don Strauss" Ganslmeier, y Pitt's Todeswand, abierto en 1932 y ahora dirigido por el piloto de acrobacias esrilanqués Jagath Perera. Todavía son huéspedes regulares en ferias como el Oktoberfest en Múnich, así como en acontecimientos relacionados con motocicletas.

## En la cultura popular

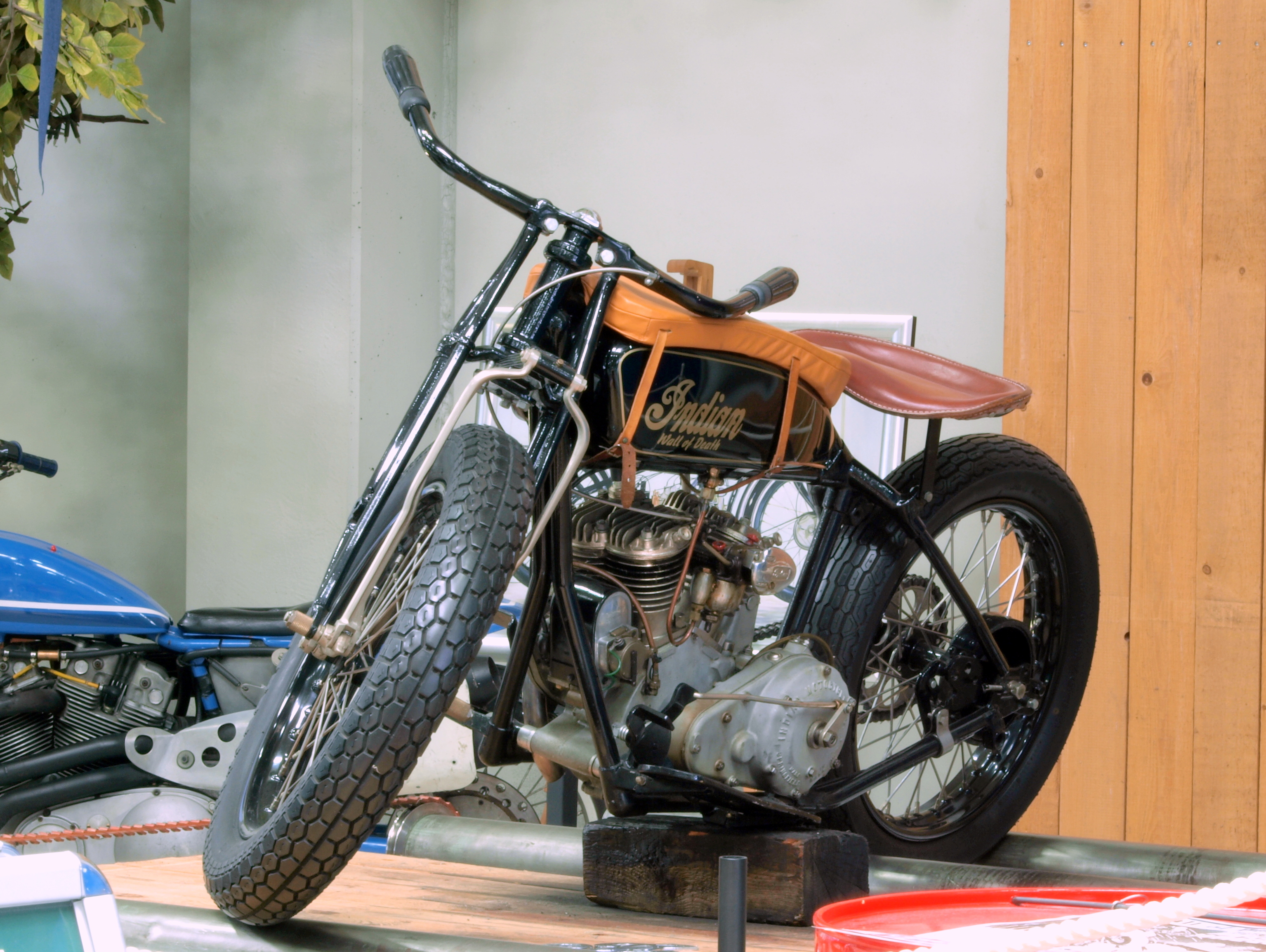
Una motocicleta india especialmente adaptada para la 'Pared de la muerte'

Los espectáculos de la Pared de la muerte han aparecido en varias películas, como Spare a copper (1941), Hay Otro Sol (1951; titulada "La Pared de la muerte" en los EE. UU.), Scotland Yard: La Pared de Muerte (1956), Roustabout (1964), El Cuarteto Lickerish (1970), Eat the Peach (1986), y My house in Umbria (2003).
A cortometraje documental griego , "Ο γύρος του θανάτου" ("El Trompo de la Muerte"), lanzado en 2004, hizo las rondas de varios festivales de cine en el país.
Una anterior película griega del mismo nombre, producida en 1983, incluye a un protagonista que actúa en una Pared de la muerte en el carnaval local; la película se convirtió en un clásico de culto.
La canción "Wall of Death" por Richard y Linda Thompson puede ser encontrada en su álbum Shoot Out the lights y es a veces cantada por Richard Thompson en sus conciertos en vivo. La letra de la canción hablan sobre el deseo de "montar en la Pared de muerte una vez más" para no malgastar tiempo en las demás atracciones del carnaval, pues la Pared de la muerte "es lo más cercano a estar vivo."
El banda americano-irlandesa referencia a la Pared de Muerte en su canción "Cyclone McLusky" de su álbum de 2010 Cabbage.[cita requerida]
El videoclip de la banda británica Django Django para su canción WOR fue filmado en un Pozo de la muerte en el Maha Kumbh en Prayagraj e incluía entrevistas con algunos de los pilotos.[cita requerida]
Una foto de una Pared de la muerte era fue una de las fotos más populares de National Geographic en 2009.